# Ptilocephala
Ptilocephala is een geslacht van vlinders van de familie van de zakjesdragers (Psychidae).

## Soorten
- P. agrostidis (Schrank, 1802)
- P. albida (Esper, 1786)
- P. ardanazi (Agenjo, 1954)
- P. atrella (Meigen, 1830)
- P. biroi (Rebel, 1909)
- P. colossa (A. Bang-Haas, 1907)
- P. desertorum (Turati, 1927)
- P. fulminella (Millière, 1865)
- P. kahri (Lederer, 1857)
- P. leschenaulti (Staudinger, 1860)
- P. lessei (Bourgogne, 1954)
- P. lorquiniella (Bruand, 1853)
- P. malvinella (Millière, 1858)
- P. matthesi (Bourgogne, 1954)
- P. melanura (Bourgogne, 1954)
- P. moncaunella (Chapman, 1903)
- P. monteiroi (Bourgogne, 1953)
- P. muscella (Denis & Schiffermüller, 1775)
- P. piae Hattenschwiler, 1996
- P. plumifera (Ochsenheimer, 1810) - Pluimzakdrager
- P. pyrenaella (Herrich-Schäffer, 1852)
- P. rutjani (Arnscheid & Weidlich, 2021)
- P. sicheliella (Bruand, 1858)
- P. silphella (Millière, 1871)
- P. triaena (Bourgogne, 1940)
- P. vesubiella (Millière, 1872)
- P. wockei (Standfuss, 1882)
- P. zabeth (Le Cerf, 1924)